# اصل ولادت مطهر
اصل ولادت مطهر یا لوح پاک قاعده‌ای در مبحث جانشینی دولت‌ها در حقوق بین‌الملل است که بر اساس آن دولتهای جانشین الزامی به رعایت معاهداتی ندارند که دولتهای قبلی در مورد سرزمین آنها بسته‌اند و این حق را دارند که زندگی خود را بدون هیچ تعهدی با یک «لوح مطهر» آغاز کنند. از سوی دیگر دولت‌های طرف معاهده نیز ناچار نیستند که دولت جانشین را به عنوان طرف اصلی یا دولت جانشین بپذیرند.
این اصل هم در مورد دولتهایی که در روند استعمارزدایی استقلال یافته‌اند و هم در مورد دولت‌هایی که بر اثر تجزیه یک کشور یا اتحاد چند کشور پدیدار می‌شوند، مصداق پیدا می‌کند.
نظریهٔ لوح مطهر پیش از سال ۱۹۴۵ به خوبی در حقوق بین‌الملل عرفی جاافتاده بود. اما پس از آن تردیدهایی در مورد دوام این اصل ایجاد شده‌است. چراکه در این دوران برخی از دولت‌های تازه استقلال یافته خود را به صورت خود خواسته و بدون توسل و استناد بدین اصل ، جانشین تعهدات دولت قبلی دانسته‌اند. با این حال به نظر می‌رسد که این وضعیت در حدی نیست که بتواند  به معنای منسوخ شدن قاعده لوح مطهر باشد.
دولتهای استقلال یافته از شوروی از جمله کشورهایی هستند که ترجیح داده‌اند از این اصل پیروی نکرده و خود را جانشین تمام تعهدات شوروی بدانند. تمام جمهوری‌های استقلال یافته از شوروی در بیانیه آلماتی (۲۱ دسامبر ۱۹۹۱) اجرای تعهدات ناشی از قراردادهای شوروی سابق را پذیرفته و فدراسیون روسیه را جانشین اصلی شوروی دانسته‌اند.